# The Outcasts
The Outskirts é um filme de Comédia norte-americana dirigida por Peter Hutchings e escrito por Dominique Ferrari e Suzanne Wrubel. O filme é estrelado Victoria Justice, Eden Sher, Ashley Rickards, Claudia Lee, Katie Chang, Peyton List, Avan Jogia e Will Peltz.

## Sinopse
Depois de ser mais um vítima da rainha da escola, Jodi e sua melhor amiga Mindy planejam uma vingança ao unir todos os excluídos para uma revolução social contra a popular Whitney. Mas o que deveria apenas ajudá-las também testará sua amizade. Uma jornada sobre se achar em um mundo onde se é definido pelos seus amigos do colégio.

## Elenco
| Ator/Atriz        | Personagem                  |
| ----------------- | --------------------------- |
| Victoria Justice  | Jodi Schellenberger         |
| Eden Sher         | Mindy Lipschitz             |
| Ashley Rickards   | Virginia Vanderkamp         |
| Claudia Lee       | Whitney Bennett             |
| Katie Chang       | Claire Stewart              |
| Jazmyn Richardson | Dolores "Sugar" Jones       |
| Peyton List       | Mackenzie Smith             |
| Avan Jogia        | Dave Quinn                  |
| Harry Katzman     | Louis "Louie" Hammerschmidt |
| Noah Robbins      | Martin Vimmel               |
| Alex Shimizu      | Howard Chang                |
| Frank Whaley      | Herb Schellenberger         |
| Brock Yurich      | Kyle McDevitt               |
| Daniel Eric Gold  | Sr. Samuels                 |
| Ted McGinley      | Diretor Whitmore            |
| William Peltz     | Colin Hackett               |
| Jeanette Dilone   | Paloma Watson               |
| Nick Bailey       | Rick                        |

## Locais de Filmagem
Cidade de Nova Iorque, Nova Iorque, EUA.
As filmagens começaram em 2 de Julho de 2014 em Nova York.